# Тит Флавій Сульпіціан
Тит Флавій Клавдій Сульпіціан (лат. Titus Flavius Claudius Sulpicianus; бл. 137, Ієрапетра — 197, Рим, Римська імперія) — римський політик часів династії Антонінів, сенатор і консул. Намагався стати імператором після смерті Пертінакса у 193 році.

## Біографія

### Раннє життя і кар'єра
Сульпіціан, скоріш за все, народився у критському місті Ієрапетра близько 137 року. Імовірно, він був сином Флавія Титіана, префекта Єгипту із стану вершників в час імператорства Адріана. Про раннє життя і кар'єру Сульпіціана не збереглося ніяких достовірних даних; сам він належав до стану сенаторів. Відомо, що близько 170 року він обійняв посаду консула-суфекта. Протягом 170-тих років (за іншою версією, у 187–192 роках) був членом колегії Арвальських братів. У 186 році Сульпіціан був призначений проконсулом Азії. Можливо, він брав участь у змові проти Коммода 192 року. У 193 році Сульпіціана призначили префектом Рима, оскільки він був тестем імператора Пертінакса. Це призначення розглядають як спробу імператора зміцнити свою підтримку серед аристократії.

### Спроба стати імператором
Після вбивства Пертінакса преторіанці виставили посаду імператора на аукціон. Сульпіціан зробив спробу стати імператором, запропонувавши кожному солдату 20 тисяч сестерціїв. Проте у той же самий час до преторіанців поспішив, сенатор Дідій Юліан, який запропонував їм вищу суму — по 25 тисяч сестерціїв. Солдати підтримали останнього, і саме він став імператором. Втім, новий імператор не мстився Сульпіціану, навіть зберіг йому посаду префекта.

### Смерть
Сульпіціан пережив імператорів Дідія Юліана, Песценнія Нігера, Клодія Альбіна і прихід до влади Септимія Севера. 197 року Сульпіціан був засуджений до страти Севером і страчений, найімовірніше, через підтримку Клодія Альбіна, суперника Севера.

## Сім'я
Дружина Сульпіціана невідома. У нього було двоє дітей:
- Тит Флавій Тиціан, консул-суфект близько 200 року
- Флавія Тіціана, дружина Пертінакса.